# Lucía Petrona Riera Merlo
Lucía Petrona Riera Merlo fue una política argentina y primera dama de la nación Argentina por ser la esposa del autor del Himno Nacional Argentino y segundo presidente de Argentina Vicente López y Planes.

## Nacimiento
Nació en Buenos Aires, el 6 de julio de 1794 en una familia de clase media alta.
Era hija de José Riera y María de la Concepción Merlo Velázquez.
Fue bautizada el 6 de julio de 1794 en la Catedral Nuestra Señora de La Merced, de la ciudad de Buenos Aires.

## Matrimonio
En 1813, contrajo matrimonio con Vicente López y Planes que posteriormente se convertiría en presidente de la Nación. De este matrimonio en 1815 su único hijo, Vicente Fidel López.

## Gobierno
Luego de que estallara la guerra con Brasil y los problemas políticos entre los unitarios y federales se agravasen a punto de estallar en un conflicto armado, el presidente Bernardino Rivadavia decidió renunciar y huyó del país. Su esposo era el nuevo presidente, sin embargo su mandato duró un mes hasta que decidió llamar a elecciones.

## Viudez
Su esposo se retiró de la vida política tiempo después de dejar la presidencia. Se fueron a vivir a una estancia donde estuvieron cómodamente, criando a su hijo y recibiendo visitas de familiares y amigos.
En 1856, Vicente López y Planes fallece repentinamente y ella queda viuda por 31 años hasta que muere en Buenos Aires en 1887.
Su memoria y la de su esposo sería recordada en generaciones futuras gracias a que su hijo ocupó varios cargos públicos.
- Datos: Q24262158